# Fredrik Lundberg (finansman)
Lars Fredrik Elis Lundberg, född 5 augusti 1951 i Norrköping, är en svensk finansman.

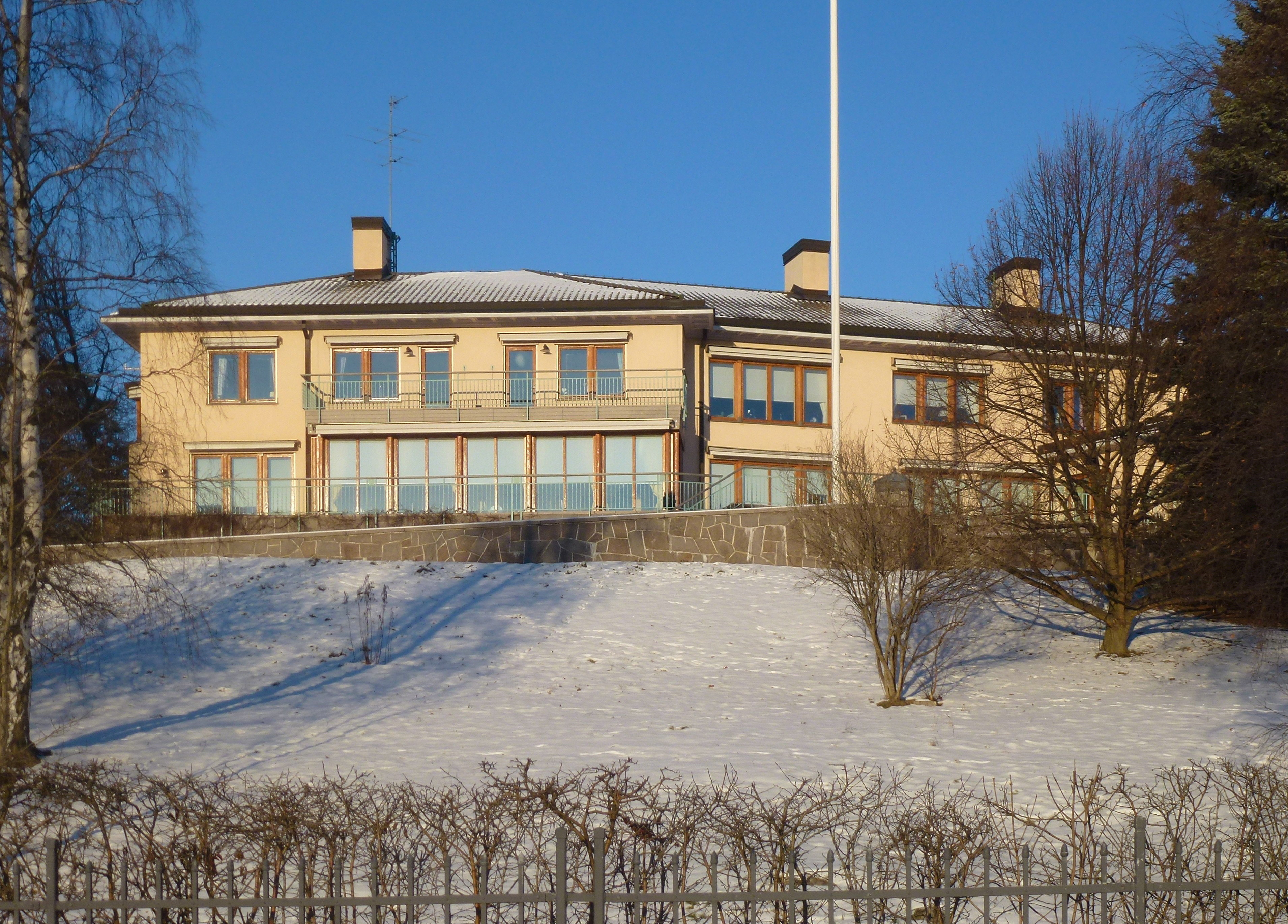
Villa Ekudden, Djursholm, Lundbergs bostad sedan 1993.

## Biografi
Fredrik Lundberg är son till byggmästaren Lars Erik Lundberg. Han avlade ekonomexamen vid Handelshögskolan i Stockholm samt civilingenjörsexamen vid KTH.
Han är VD i investmentföretaget L E Lundbergföretagen i vilket hans, hans familjs och hans bolags innehav uppgår till över hälften av kapitalet och omkring 90 procent av rösterna. Han har direkt och genom L E Lundbergföretagen intressen i bland annat Hufvudstaden, Holmen, Handelsbanken, Skanska och investmentbolaget Industrivärden, där han sedan 2015 är styrelsens ordförande.
År 2011 var Fredrik Lundberg den tionde rikaste svensken. Han var den vd som tog ut i särklass högst lön, utdelning och inkomst av kapital i Sverige år 2017, 489,6 miljoner kronor.

## Utmärkelser
- Ledamot av Kungl. Ingenjörsvetenskapsakademien, invald 1997
- Ekonomie hedersdoktor vid Handelshögskolan i Stockholm (ekon.dr h.c.) 1998[4]
- Ekonomiska forskningsinstitutet vid Handelshögskolan i Stockholms årliga pris, kallat  the SSE Research Award (tidigare EFI Research Award) till personer som "aktivt bidragit till att skapa goda förutsättningar för forskning inom de administrativa och ekonomiska vetenskaperna"[5]

## Familj
Fredrik Lundberg är gift med Anne-Marie Lundberg och far till Louise Lindh och Katarina Martinson.